# Oliviero Toscani
Oliviero Toscani (Milão, 28 de fevereiro de 1942 – Cecina, 13 de janeiro de 2025) foi um fotógrafo italiano, que inventou campanhas publicitárias polêmicas para a marca italiana Benetton durante os anos 90. Toscani se ocupou da publicidade da Benetton entre 1982 e 2000.
A maioria de suas campanhas é institucional, propagandas de marca e não de produto, normalmente composta apenas por uma fotografia polêmica e o logo da companhia.
Fotógrafo conhecido também por campanhas polemicas da marca de roupas Benetton.
Em 1990, Toscani fundou, juntamente com o designer gráfico estadunidense Tibor Kalman, a revista Colors. O slogan era "uma revista sobre o resto do mundo".
Toscani também foi autor do livro A publicidade é um cadáver que nos sorri, no qual conta suas experiências e fala sobre ética publicitária.
Oliviero Toscani ficou conhecido internacionalmente como publicitário. Como fotógrafo de moda colaborou com os periódicos Elle, Vogue, GQ, Harper's Bazaar, Esquire e Stern.
Em 1993, fundou a Fabrica, centro internacional de artes e pesquisa em comunicação, cuja sede foi projetada pelo arquiteto japonês Tadao Ando. A Fabrica produziu projetos editoriais, livros, programas de televisão, mostras e exposições para a ONU, para o Alto Comissariado das Nações Unidas para os Refugiados, la Repubblica, Arte, Mtv, Rai, Mediaset. Produziu também filmes que obtiveram três prêmios do júri do Festival de Cannes e do Festival do Cinema de Veneza.

## Morte
Toscani lutava contra uma doença rara, a amiloidose. Foi hospitalizado em 10 de janeiro de 2025 no Hospital Cecina, onde sucumbiu à doença e faleceu em 13 de janeiro de 2025.